# Ivair Gontijo
Ivair Gontijo (Moema, Minas Gerais) é um cientista brasileiro que trabalha no JPL (Jet Propulsion Laboratory), um dos principais laboratórios da NASA.

## Biografia
Nascido no interior de Minas Gerais, Gontijo se formou como técnico em Agropecuária pelo Instituto Federal de Minas Gerais, tendo trabalhado em uma fazenda de gado em Pirapora. Depois, graduou-se em Engenharia Física na UFMG e, posteriormente, fez Mestrado em Óptica na mesma instituição e Doutorado no Departamento de Engenharia Elétrica da Universidade de Glasgow, na Escócia. Gontijo ainda tem pós-doutorado pela Universidade Heriot-Watt, em Edimburgo, e na UCLA, em Los Angeles.
Gontijo começou a trabalhar na NASA em 2006 como integrante da equipe responsável pelos lasers do Robô Curiosity, que faria uma viagem a Marte. Atualmente, trabalha com o projeto Mars 2020.

## Obra
Em 2018, Gontijo publicou o livro A caminho de Marte: a incrível jornada de um cientista brasileiro até a NASA (editora Sextante), no qual relata sua trajetória profissional em paralelo com a história de estudos sobre Marte. O livro ganhou, em 2019, o Prêmio Jabuti de melhor livro de Ciências.